# 13-Zentimeter-Band
Als 13-Zentimeter-Band bezeichnet man beim Funk den Frequenzbereich von 2,300 GHz bis 2,450 GHz. Er liegt im Mikrowellenspektrum. Der Name leitet sich von der ungefähren Wellenlänge dieses Frequenzbereiches ab.

## 13-Zentimeter-Amateurband
Auf dem 13-cm-Band kam 2009 die erste Verbindung Erde-Venus-Erde von Funkamateuren zustande. Im HAMNET wird das 13-cm-Band vor allem für Nutzerzugänge verwendet. Im Allgemeinen ist weltweit Amateurfunk im Frequenzbereich von 2300 MHz bis 2450 MHz vorgesehen. In Deutschland ist allerdings nur der Frequenzbereich ab 2320 MHz dem Amateurfunk zugeteilt.

### Bandplan

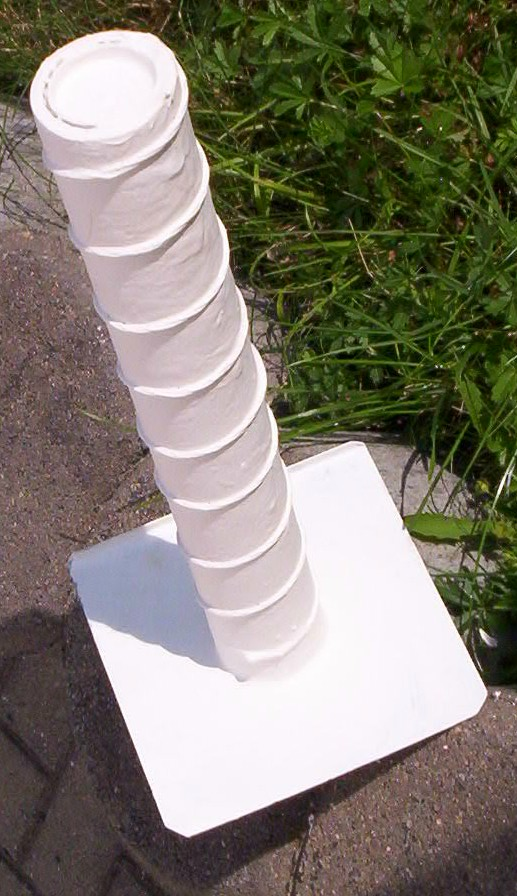
Helixantenne für das 13-Zentimeter-Band

Der Amateurfunk-Bandplan sieht wie folgt aus:
| Frequenzbereich       | Nutzung                                      |
| --------------------- | -------------------------------------------- |
| 2320,000–2320,025 MHz | CW, EME                                      |
| 2320,025–2320,150 MHz | CW, Aktivitätszentrum PSK31 2320,138 MHz     |
| 2320,150–2320,800 MHz | CW & SSB, Aktivitätszentrum SSB 2320,200 MHz |
| 2320,800–2320,990 MHz | internationales Baken-Projekt                |
| 2321,000–2322,000 MHz | Schmalband, Simplex & Relaiseingabe (NBFM)   |
| 2322,000–2355,000 MHz | ATV, RX (16 MHz)                             |
| 2355,000–2365,000 MHz | digitale Kommunikation                       |
| 2355,000–2365,000 MHz | Duplex, digital (+35 MHz Shift)              |
| 2365,000–2370,000 MHz | Schmalband, Relaisausgabe (NBFM)             |
| 2370,000–2392,000 MHz | ATV, TX (16 MHz)                             |
| 2392,000–2400,000 MHz | Duplex, digital (−35 MHz Shift)              |
| 2400,000–2450,000 MHz | Amateurfunksatelliten                        |

## ISM und 4G/5G Frequenzbereich
Im 13-cm-Bereich befindet sich auch zwischen 2400 MHz und 2500 MHz ein Frequenzbereich für ISM-Anwendungen. In diesem Frequenzbereich findet sich ein Teilbereich von 2400 MHz bis 2483,5 MHz für WLAN. In anderen Ländern wie Großbritannien wird der untere Bereich des 13-cm-Bands zudem für 4G und/oder 5G benutzt.